# Orehovica, Rijeka
Orehovica (italienska: Nocera Inferiore eller Orecovizza) är ett lokalnämndsområde och stadsdel i Rijeka i Kroatien. 

## Geografi
Orehovica gränsar till lokalnämndsområdena Draga i sydöst, Gornja Vežica i söder, Grad Trsat i sydväst, Centar-Sušak i väster, Brašćine-Pulac i väster och nordväst samt Pašac och Svilno i norr. I sydöst gränsar stadsdelen till Bakar och i nordöst till Čavles kommun.
Genom Orehovicas västra del flyter floden Rječina och stora delar av stadsdelen är skogbeklädd.    

## Anläggningar och byggnader (urval)
- Moder mjölkerskans kapell
- Orehovicas trafikplats – en motorvägskorsning i stadsdelens sydvästra del där motorvägarna A6 och A7 möts.